# Le Grand Larousse illustré
Le Grand Larousse illustré i Le Petit Larousse illustré – jednotomowy ilustrowany słownik języka francuskiego z częścią encyklopedyczną. Słownik ukazuje się corocznie w dwóch formatach, różniących się od siebie prawie wyłącznie wymiarami. Słowa i definicje podane są w ujęciu synchronicznym, jednak większości towarzyszy krótka informacja etymologiczna. Słownik po raz pierwszy wydano w roku 1905.

## Historia

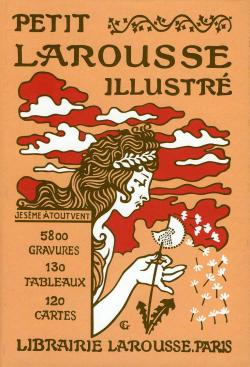
Okładka pierwszego wydania słownika Larousse z 1905 roku

Pierwszy słownik języka francuskiego wydawnictwo La Librarie Larousse wydało w roku 1856, cztery lata po otwarciu wydawnictwa. Słownik nosił nazwę Nouveau Dictionnaire de la langue française. Był to słownik rozmiarów kieszonkowych, bez ilustracji i nazw własnych. Oficjalnie pierwszy słownik Le petit Larousse ukazał się 29 lipca 1905 roku pod redakcją Claude Augé. Pierwsze wydanie miało niewygórowaną cenę 5 franków, co przyczyniło się do sukcesu wydawniczego. Przez rok sprzedało się 200 tys. egzemplarzy, do stycznia roku 1911 – 600 tys. Przez pierwszych 50 lat ukazało się w sumie 175 wydań lub dodruków. Pierwsze wydanie kolorowe ukazało się w roku 1991.

## Charakterystyka słownika
Słownik ukazuje się w twardej oprawie; wydanie 2024 liczy 2038 stron, z czego ok. 1240 stanowi treść słownika i tabele gramatyczne, resztę stanowi część encyklopedyczna zawierająca biogramy i lokalizacje geograficzne. Słownik zawiera:
- ponad 60 tys. słów, 125 000 znaczeń
- 1 500 uwag gramatycznych i ortograficznych
- 28 000 nazw własnych: nazwisk, obiektów geograficznych
- 4 500 artykułów encyklopedycznych
- 5 500 ilustracji: zdjęć, map, schematów i tablic poglądowych[4]

Nowe wydanie słownika ukazuje się co roku z następnym rokiem w nazwie – np. w roku 2023 ukazał się Le Petit Larousse 2024. Słownik wydawany jest w dwóch formatach, mniejszym, zwanym Le Petit Larousse o wymiarach okładki 232 × 160 mm oraz większym, zwanym Le Grand Larousse o wymiarach 285 × 185 mm. Obie wersje mają identyczny układ typograficzny i identyczną treść, różnią się rozmiarem czcionki i brakiem atlasu geograficznego w swej mniejszej wersji.

## Typ i rola słownika

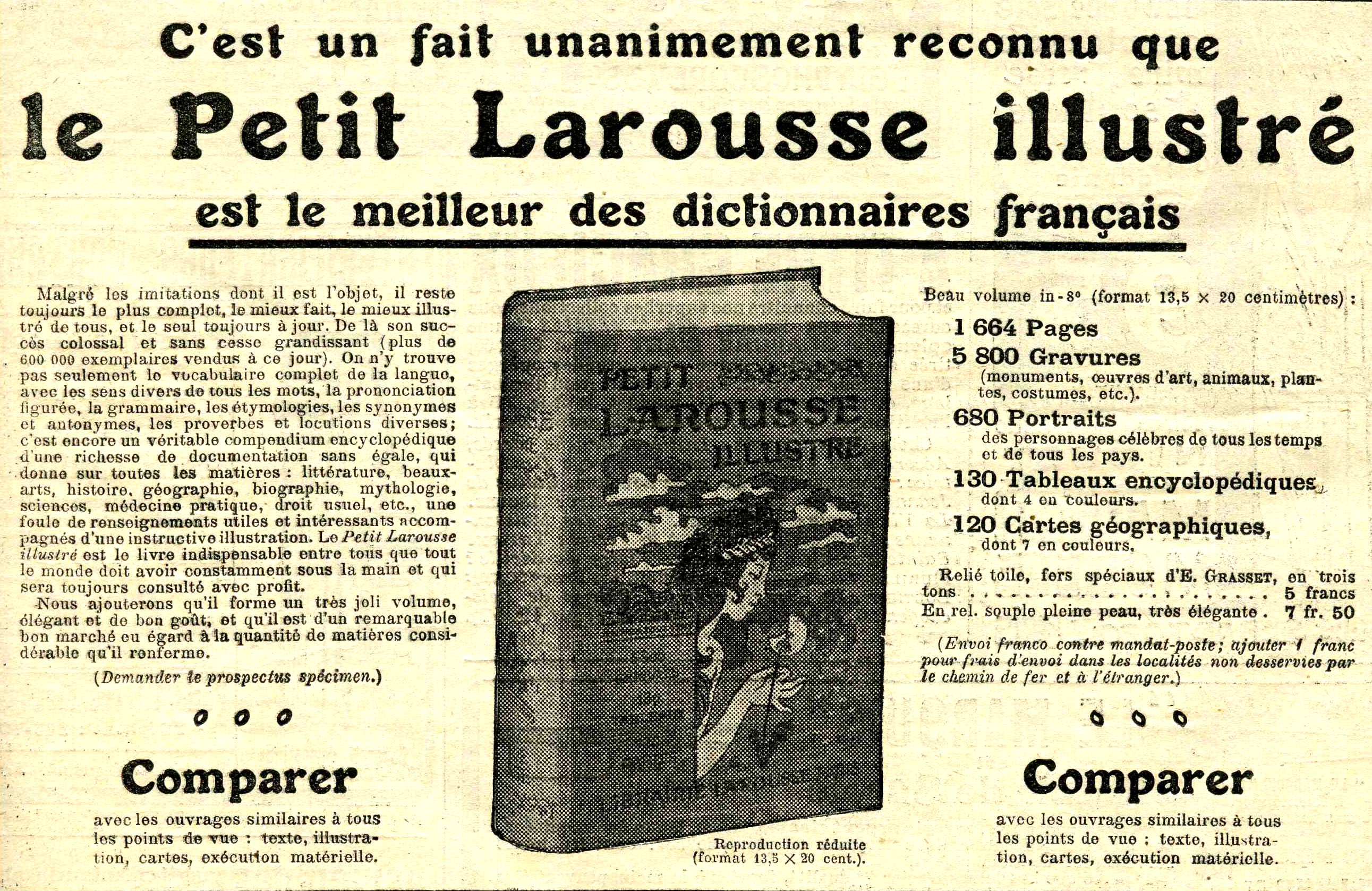
Reklama słownika z roku 1911

Zadaniem słownika Larousse jest krótkie wprowadzenie do znaczenia jak największej liczby francuskich słów i pojęć. Ma ponadto dać czytelnikowi łatwy dostęp do wiedzy, definiować słowa w prosty sposób i w najczęściej występujących znaczeniach. Przystosowany jest do łatwej nawigacji.
We Francji istnieją dwa wiodące i konkurencyjne wobec siebie słowniki: Larousse i Le Robert. Oba są opracowane i napisane według nieco innych założeń i pełnią inne role. Słownik Larousse jest w założeniu normatywny i ogranicza się do znaczeń współczesnych, podając definicje wskazujące poprawne użycie słów i zwrotów. Słownik Larousse jest konserwatywny i próbuje narzucić pewną normę, mając tendencję do unikania argotyzmów, najnowszych znaczeń, a także słów używanych tylko poza Francją, np. w Belgii. Słowa wybrane są w taki sposób, by narzucić w pewien sposób perspektywę pedagogiczną.
Dla porównania słowniki Le Robert definiują słowa w sposób bardziej opisowy, a także naukowy, i biorą w pełni pod uwagę wszystkie aspekty języka mówionego i pisanego, zarówno obecnie, jak i w perspektywie historycznej. Poza tym słownik jest nastawiony na podanie maksymalnie wielu słów i definicji. Oba słowniki w niektórych przypadkach stosują odmienną pisownię, co prowadzi czasem do problemów w korekcie tekstów.